# 岩手山
岩手山（いわてさん）は、岩手県の北西部にある、二つの外輪山からなる標高2,038mの成層火山。南部富士などの異称をもつ。青森県から岩手県を経て福島県に連なる奥羽山脈の岩手県域北部に位置する岩手山は、岩手県の最高峰であり、県のシンボルの一つとされている。日本百名山に選定されている。

## 概要
東西約13kmにわたる25個の小火山の総称で「岩手火山群」と呼ばれる。代表的な山に小畚山、大松倉山、姥倉山、黒倉山、鬼ヶ城、薬師岳、鞍掛山などがある。これらの山域は岩手県八幡平市、滝沢市、雫石町にまたがる。
東の盛岡側から見る姿は富士山のように長い裾野を引く整った形で、「表岩手」と呼ばれる。南の雫石町や北の八幡平市松尾方面から見ると、外輪山の連なりが凹凸をなし、「裏岩手」と呼ばれる。山域は、1956年（昭和31年）に十和田八幡平国立公園に指定された。山頂には一等三角点『岩手山』（重点整備点）が設置されている。

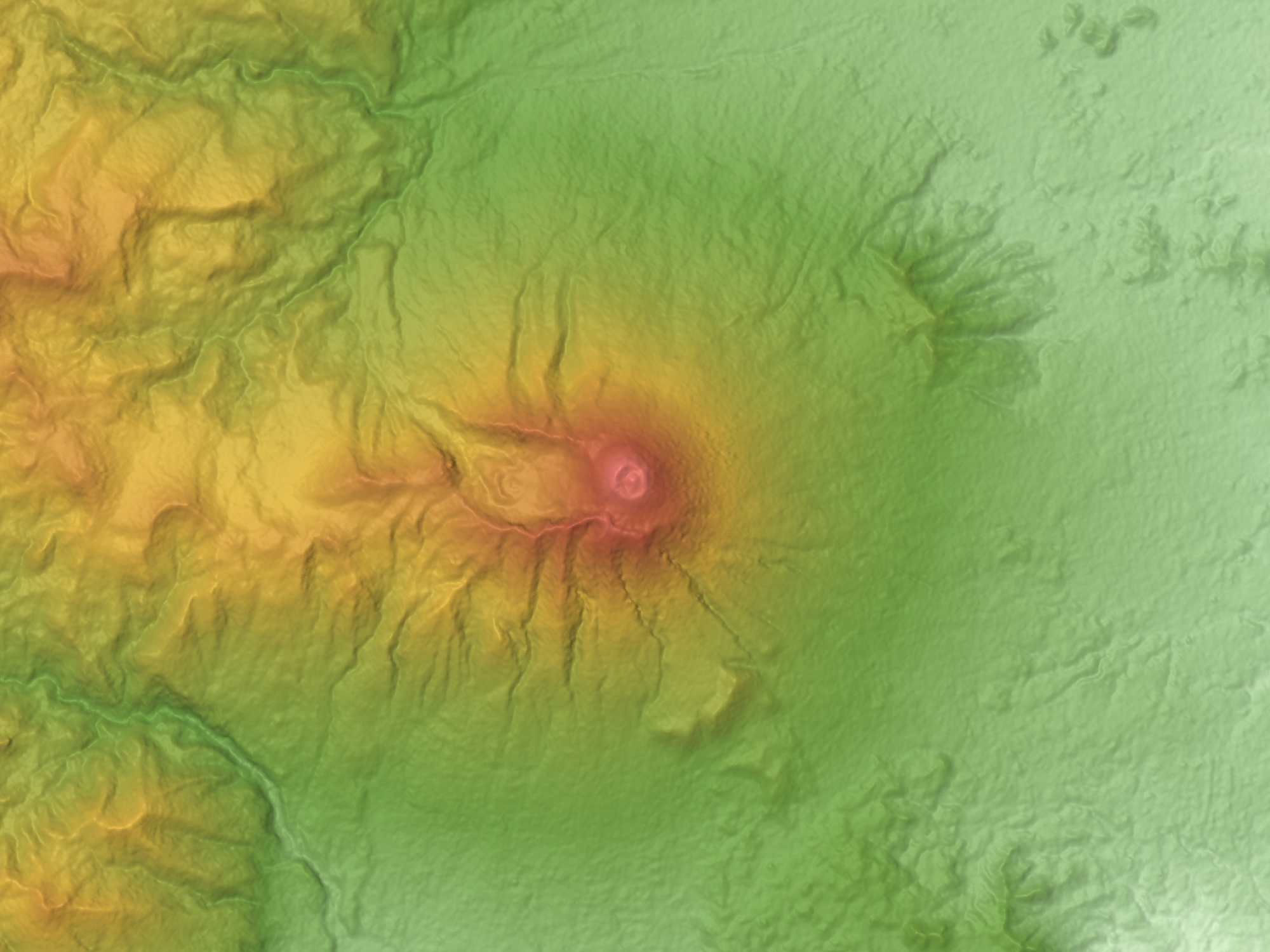
地形図

別名に巌鷲山（がんじゅさん）があるが、本来「いわわしやま」と呼ばれていたものが「岩手」の音読み「がんしゅ」と似ていることから、転訛したものだとも言われる。春、表岩手山には雪解けの形が飛来する鷲の形に見えるため、これが山名の由来になったとも伝えられる。静岡県側から見た富士山に似ており、その片側が削げているように見えることから「南部片富士」とも呼ばれる。古名に「霧山岳」「大勝寺山」。俗称に「お山」。「子富士」とペアで「親富士」と表現することもある（原敬句碑より）。
古来信仰の山で、山頂外輪を取り囲むように石仏、山麓の滝沢市・盛岡市に岩手山神社が祭られる。前九年の役以後、巌鷲山大権現大宮司として伊豆国出身の「栗谷川（厨川、工藤）家」が代々祭事を務めることとされていたが、後に祭祀権をめぐり攻防があった。

## 地形と地質

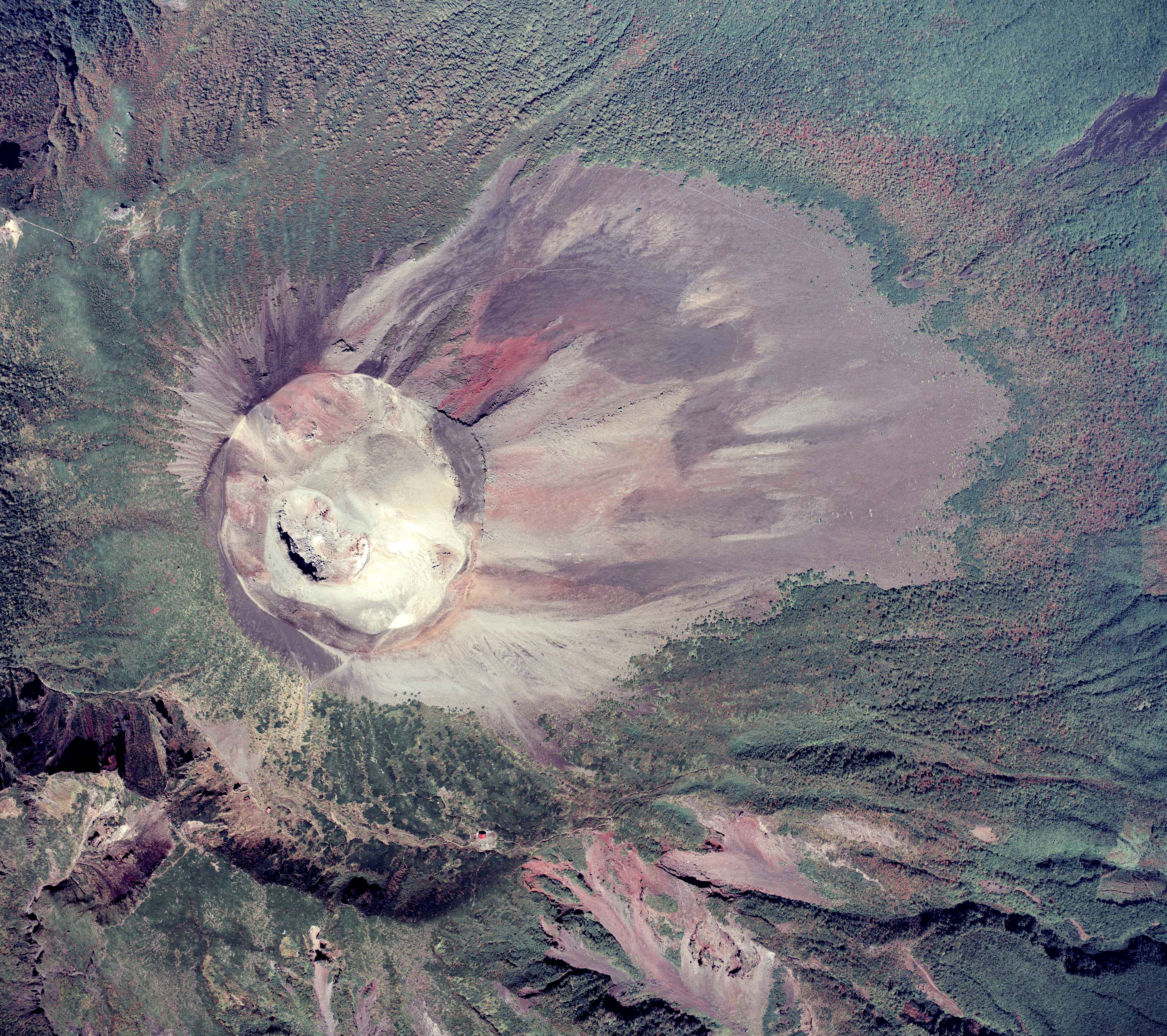
上空から

約70万年前から約30万年前に活動した綱張火山群を広義の岩手火山として、西岩手火山が活動を開始した約30万年前以降が狭義の岩手火山となっている。岩手火山は、山体の3分の2を占める西岩手火山と、その外輪山の東に寄生火山として覆い被さった東岩手火山が重なってできている。東岩手火山の外輪山の最高点が岩手山の山頂である。

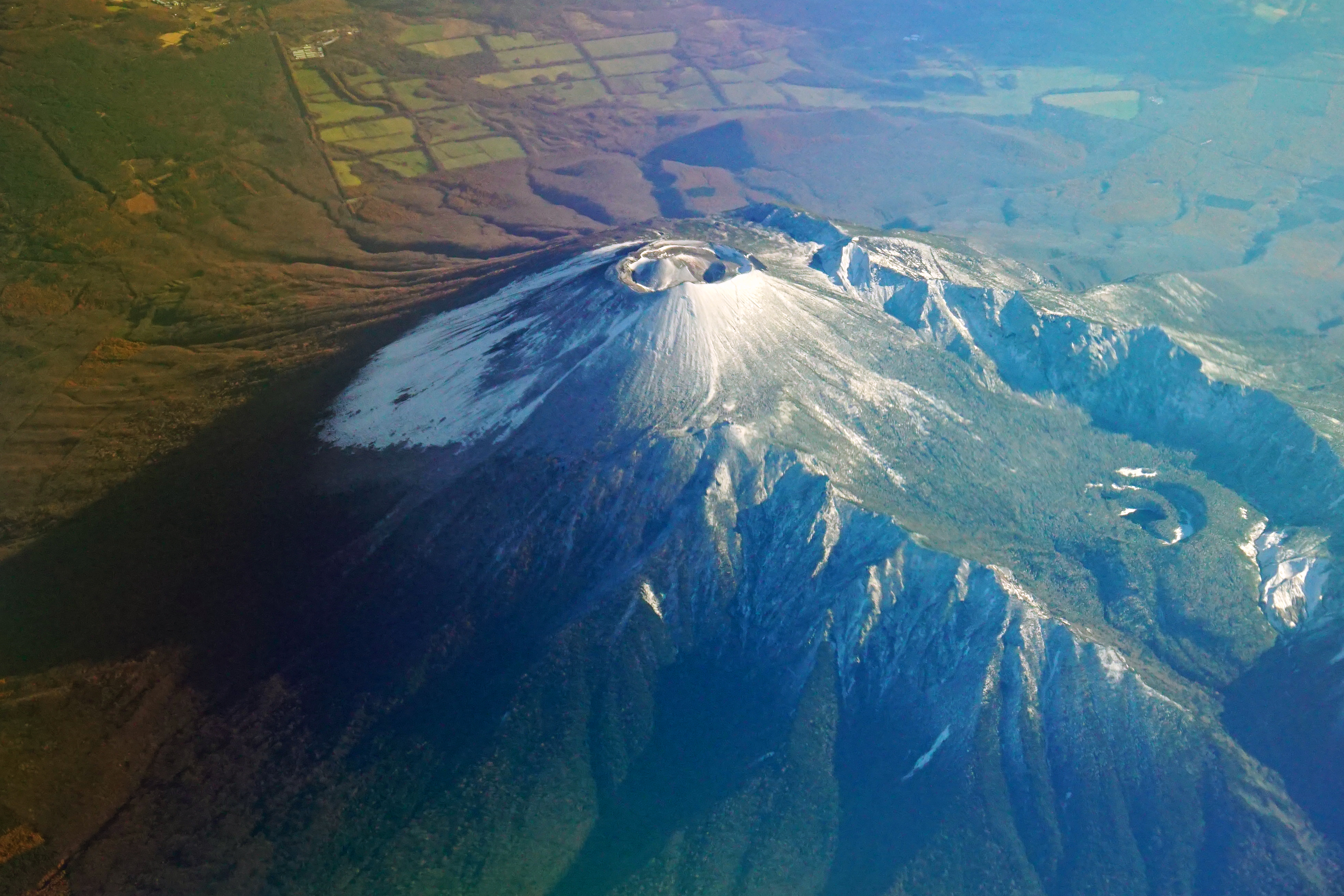
山頂部とカルデラ

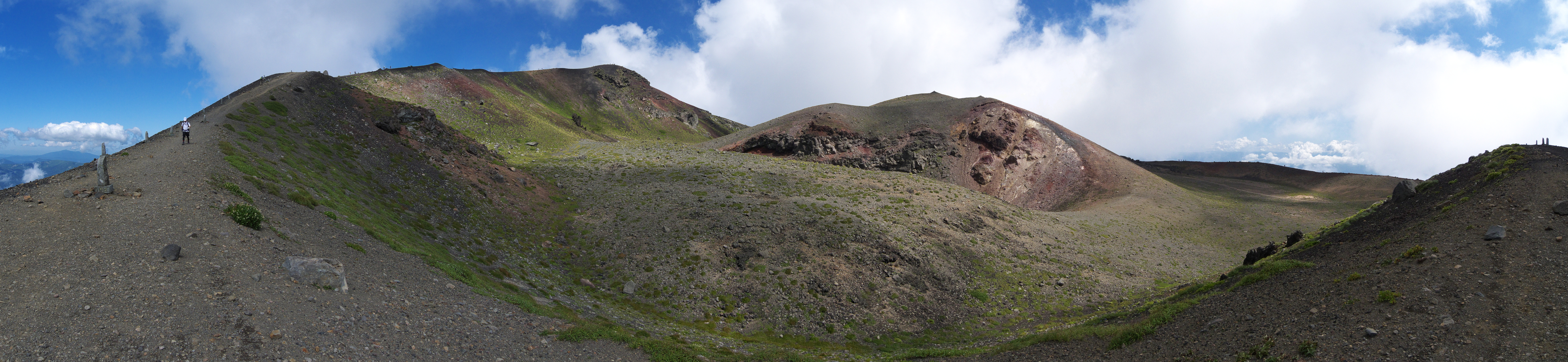
山頂火口

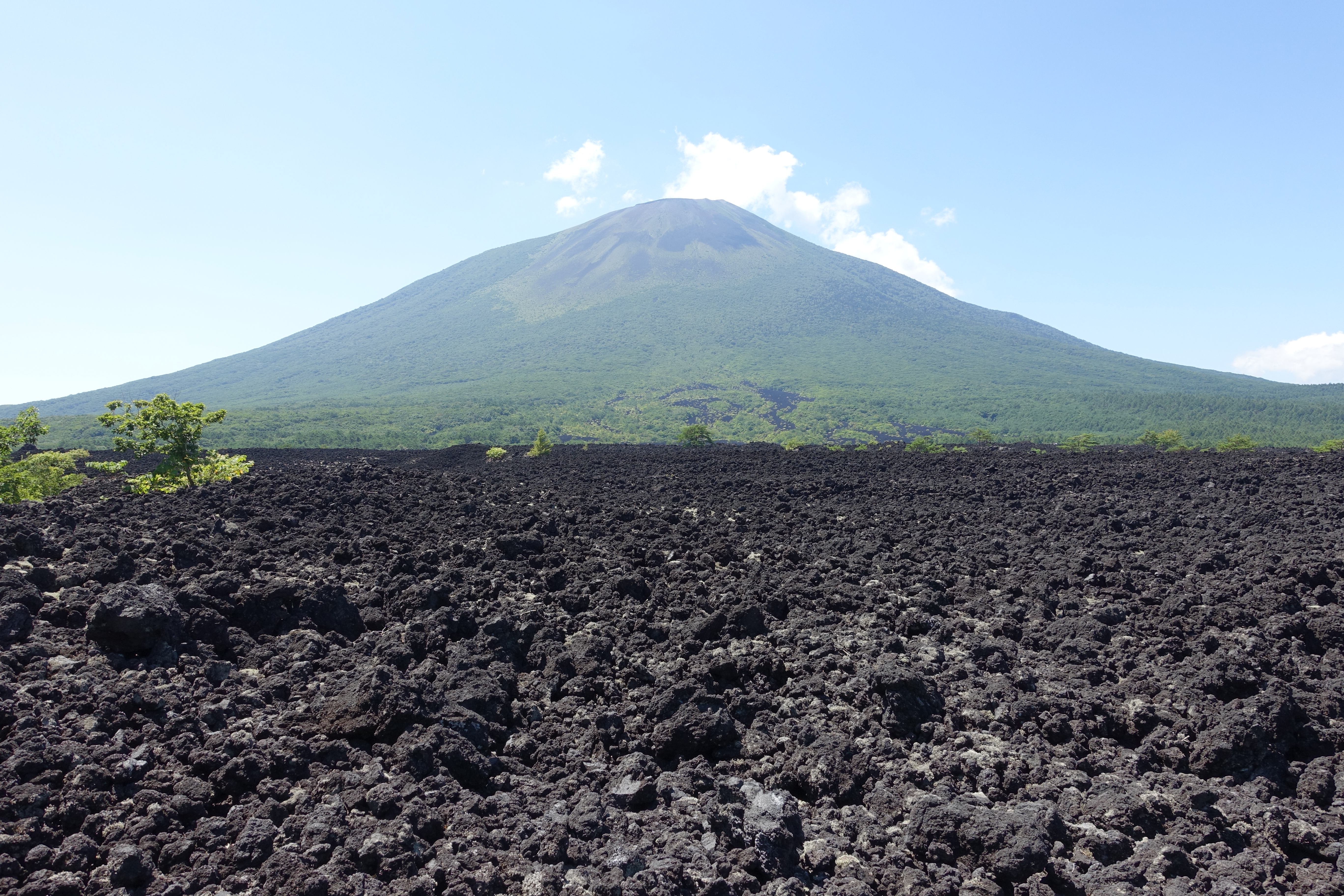
1731年の噴火で生じた焼走り熔岩流

岩手山と西の黒倉山（1,570m）の間に西岩手火山のカルデラがある。このカルデラの成因は不明で、東西に2.5キロメートルの長い楕円をなす。中央火口丘をはさんで大地獄谷と左保沢という二つの小河川が北西に流れ出る。中央火口丘の中に、御釜湖と御苗代湖という火口湖がある。小さな御釜湖はほぼ円形で、明瞭な火口湖である。御苗代湖は南東部が火口湖で、その水があふれ出るようにして西に広がっている。人工地震による観測の結果、山頂下と三ッ石山の下にはマグマ溜まりが存在していると考えられる。約30万年前以降現在までに大規模な山体崩壊を7回発生させており、その都度1-2万年ほどの噴火活動が継続することによって円錐状の山体を再生させ、休止期に入るという活動サイクルを繰り返していると考えられている。最新の山体崩壊は、大規模なものでは約7千年前の平笠岩屑なだれ、小規模なものでは13-16世紀ごろに発生したと推定される一本木原岩屑なだれとなっている。

### 焼走り熔岩流
北東斜面の標高約550-1200メートルにかけて国の特別天然記念物・焼走り熔岩流があり、周辺には国有林の焼走り自然観察教育林がある。

### 火山活動史
- 1686年（貞享3年） - 噴火により溶岩流や泥流が発生する[13]。家屋破損等の被害[13]。
- 1687年（貞享4年） - 噴火により噴石や噴煙が確認される[13]。
- 1731年 - 1732年（享保16年 - 17年） - 噴火[13]。北東山麓に溶岩流（国の特別天然記念物・焼走り熔岩流）が発生。現在の八幡平市西根町平笠地区の住民が一時避難[13]。
- 1919年（大正8年） - 大地獄谷で水蒸気噴火（水蒸気爆発）[13]。
- 1998年（平成10年）2月 - 地震回数が増加し、地震活動が活発化[13]。
- 2007年（平成19年）12月1日 - 噴火警戒レベル導入、「レベル1（平常）」とされる[13][3]。
- 2015年（平成27年）5月18日 - 噴火警戒レベルの表現変更、「レベル１（活火山であることに留意）」となる[13]。
- 2024年10月2日 - 黒倉山付近を震源とする火山性地震が継続しており、また山頂の深部で地殻の膨張を示す変動が観測、9月26日には地下の浅い部分でも地殻の膨張が観測されたことから、噴火警戒レベルがレベル2（火口周辺規制）に引き上げられた[14]。

## 観測と防災
火山噴火予知連絡会によって火山防災のために監視・観測体制の充実等の必要がある火山に選定されている。1998年に、活動が活発化し気象庁が臨時火山情報を出したことから、火山活動の災害対策が一斉に進められた。国、県、地元自治体が連携して、ハザードマップや防災ガイドラインを取りまとめている。

## 文学

### 古典文学
ものを伝えられない思いに「言わで」を掛けて、「いはての山」が使われた。
- 思へともいはての山に年をへて くちやはてなん谷のうもれ木 （千載和歌集）
- 人しれぬ涙の川のみなかみは いはての山のたにのしたみづ （千載和歌集）
- 知られじな 絶えず心に かかるとも 岩手の山の 峰の白雪 （続古今和歌集）

### 近代文学
- ふるさとの山に向ひて言ふことなし ふるさとの山はありがたきかな （石川啄木）
- 岩手山 秋はふもとの三方の 野に満つる虫を何と聴くらむ （石川啄木）
- 神無月岩手の山の初雪の 眉に迫りし朝を思ひぬ （石川啄木）
- 風さむき岩手の山にわれらいま校歌をうたふ先生もうたふ （宮沢賢治）
- ここにして岩鷲山のひむかしの岩手の国は傾きて見ゆ （平福百穂）
- 岩手山 空の散乱反射のなかに 古ぼけて黒くえぐるもの ひしめく微塵の深みの底に きたなくしろく澱むもの（宮沢賢治）
- 『岩手山の肩』[注釈 1]（高村光太郎）

## 登山
八幡平市、滝沢市、雫石町からの登山ルートが存在する。火山活動の活発化に伴い長らく入山規制が行われてきたが、2004年7月1日に解除された。その後、2024年10月2日に岩手山の噴火警戒レベルがレベル2に引き上げられたことで、岩手山の全登山道で入山規制が行われている。

## 周辺
- 岩手山の東部には盛岡市が広がる。人口密度は高く、高速道路、新幹線などの交通機関も密集する。
- 岩手山の西部には、地熱発電所が2ヶ所（松川地熱発電所、葛根田地熱発電所）立地している。

## 関連画像

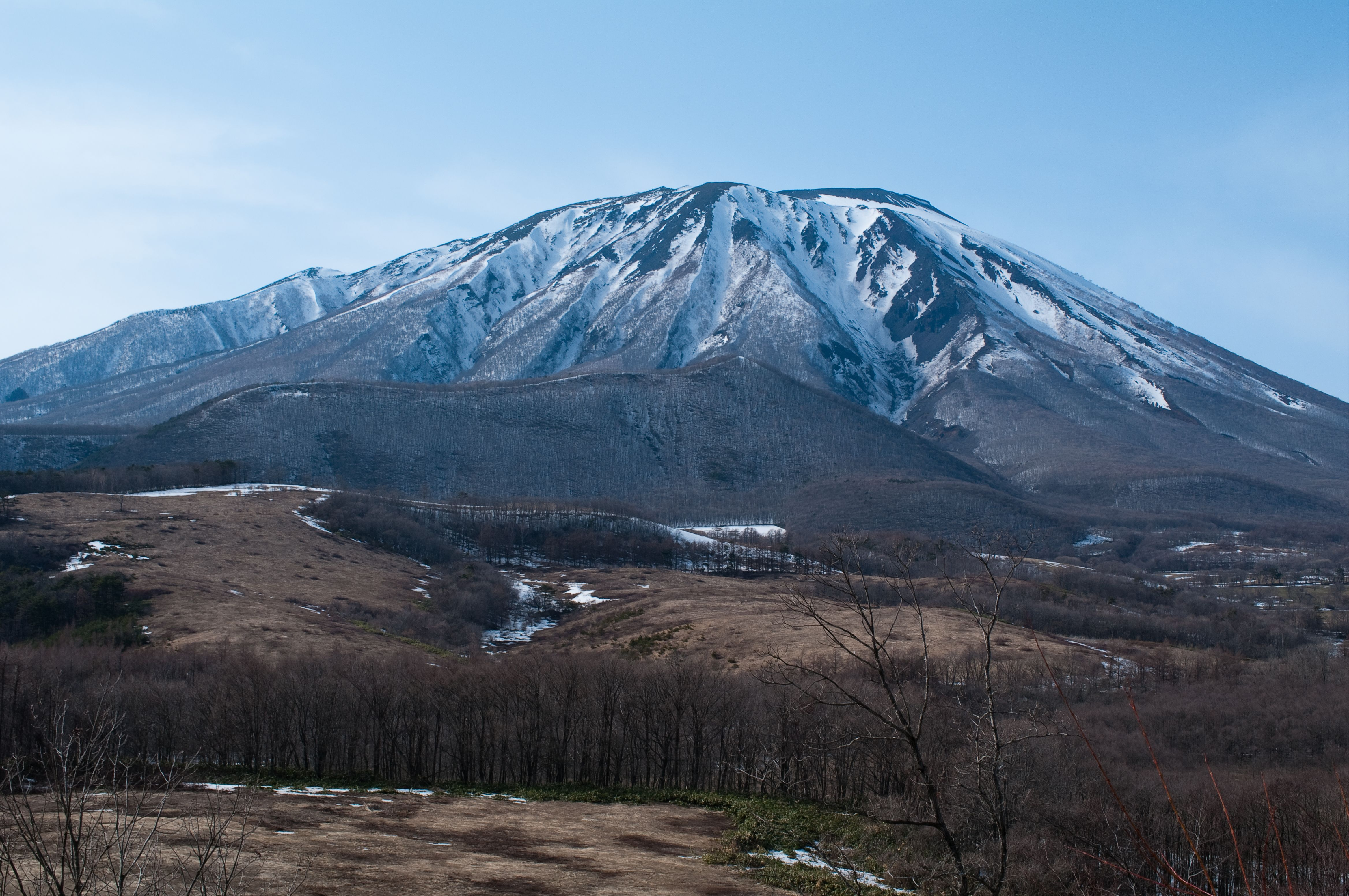
南東から望む 春子谷地湿原付近から
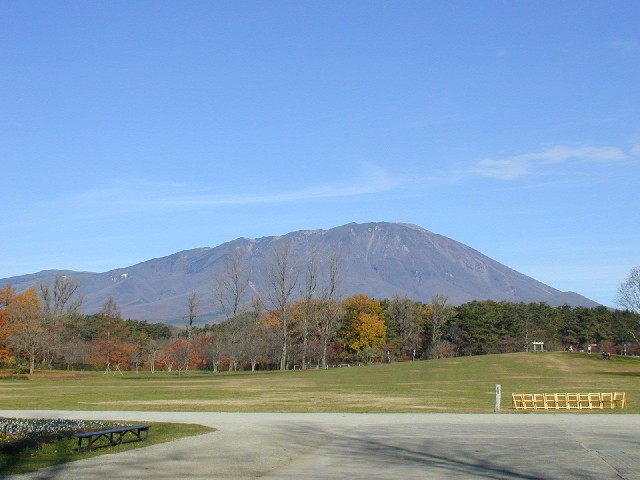
南から望む 小岩井農場から
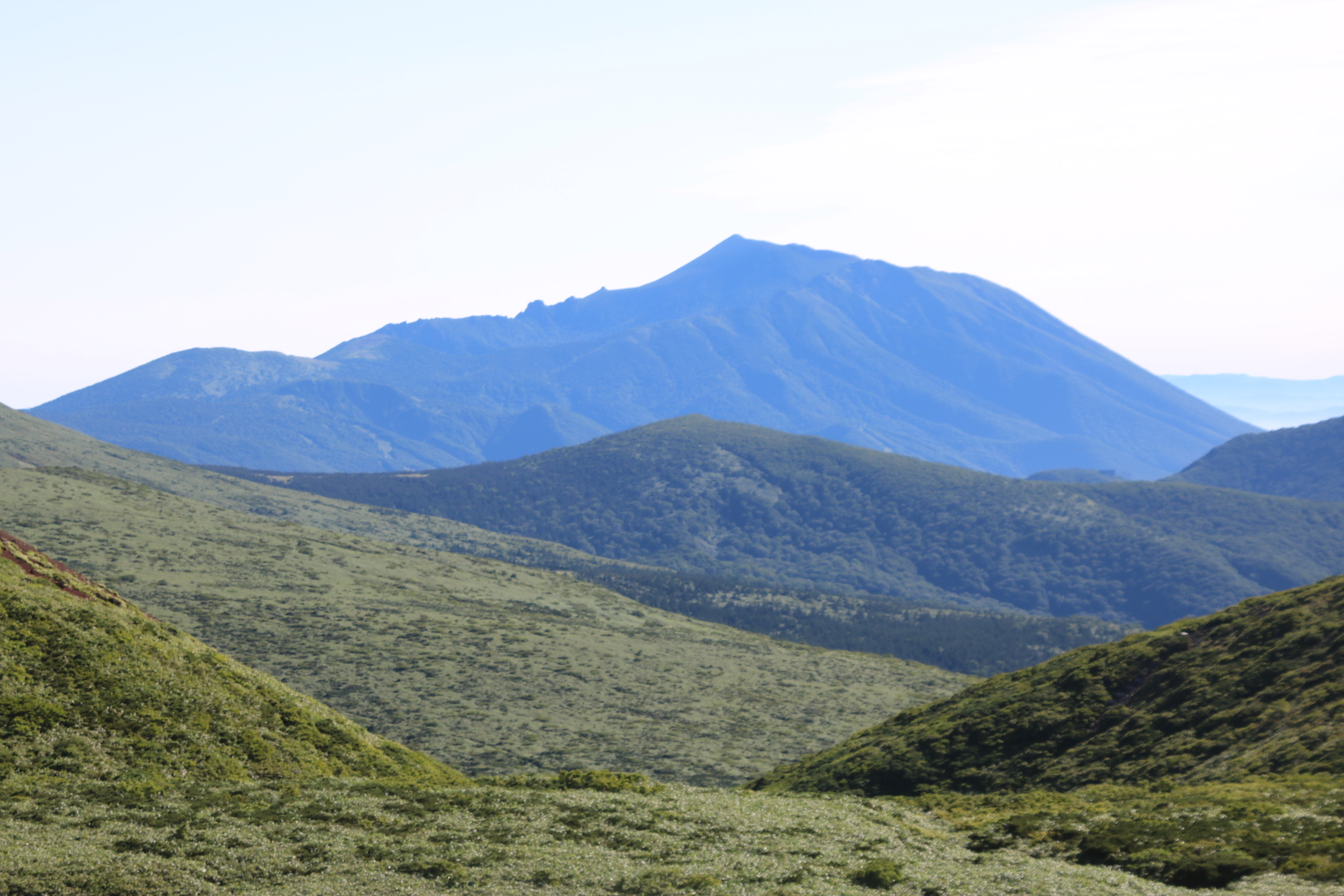
南西から望む 秋田駒ヶ岳から
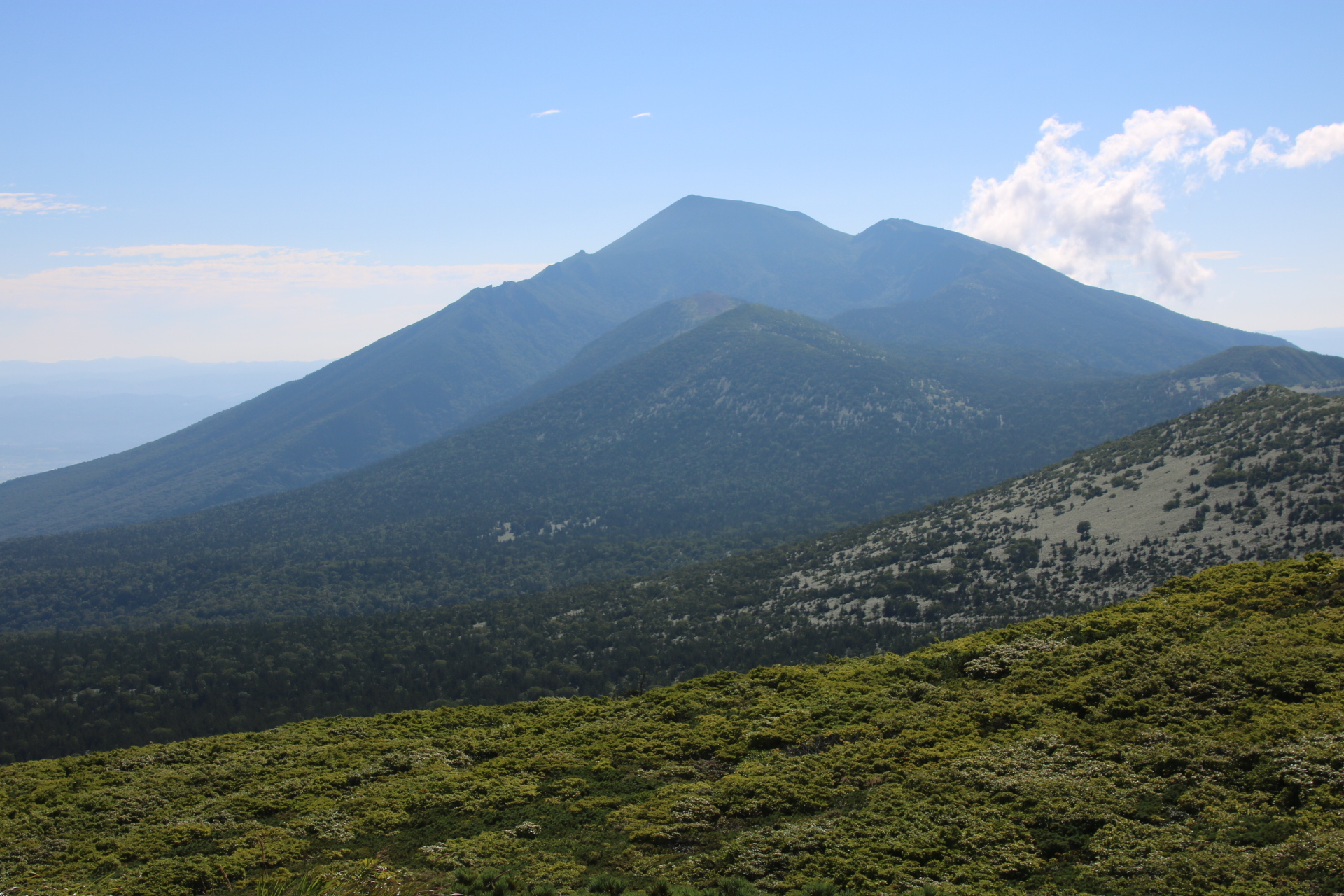
西から望む 三ツ石山から
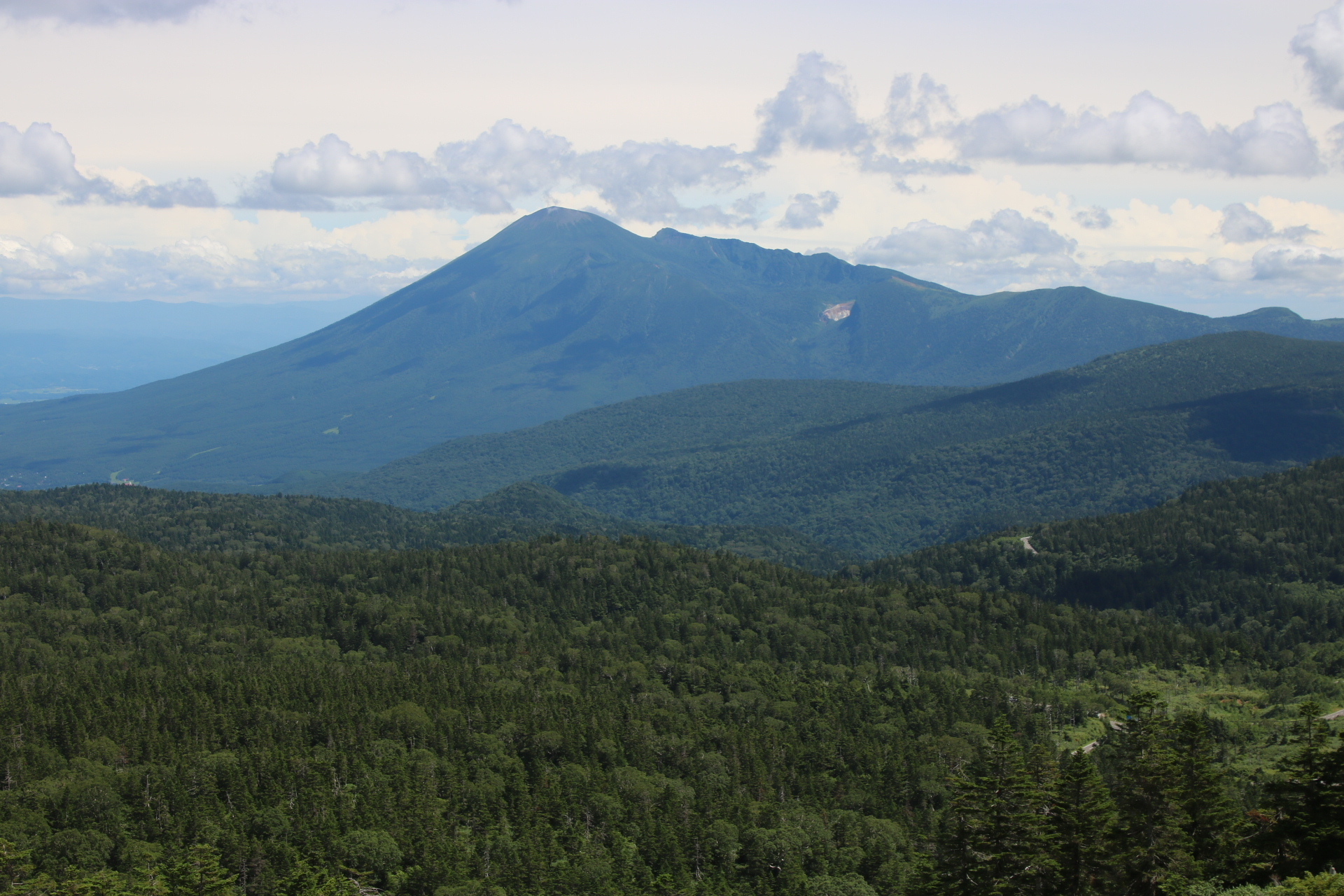
北西から望む 八幡平から
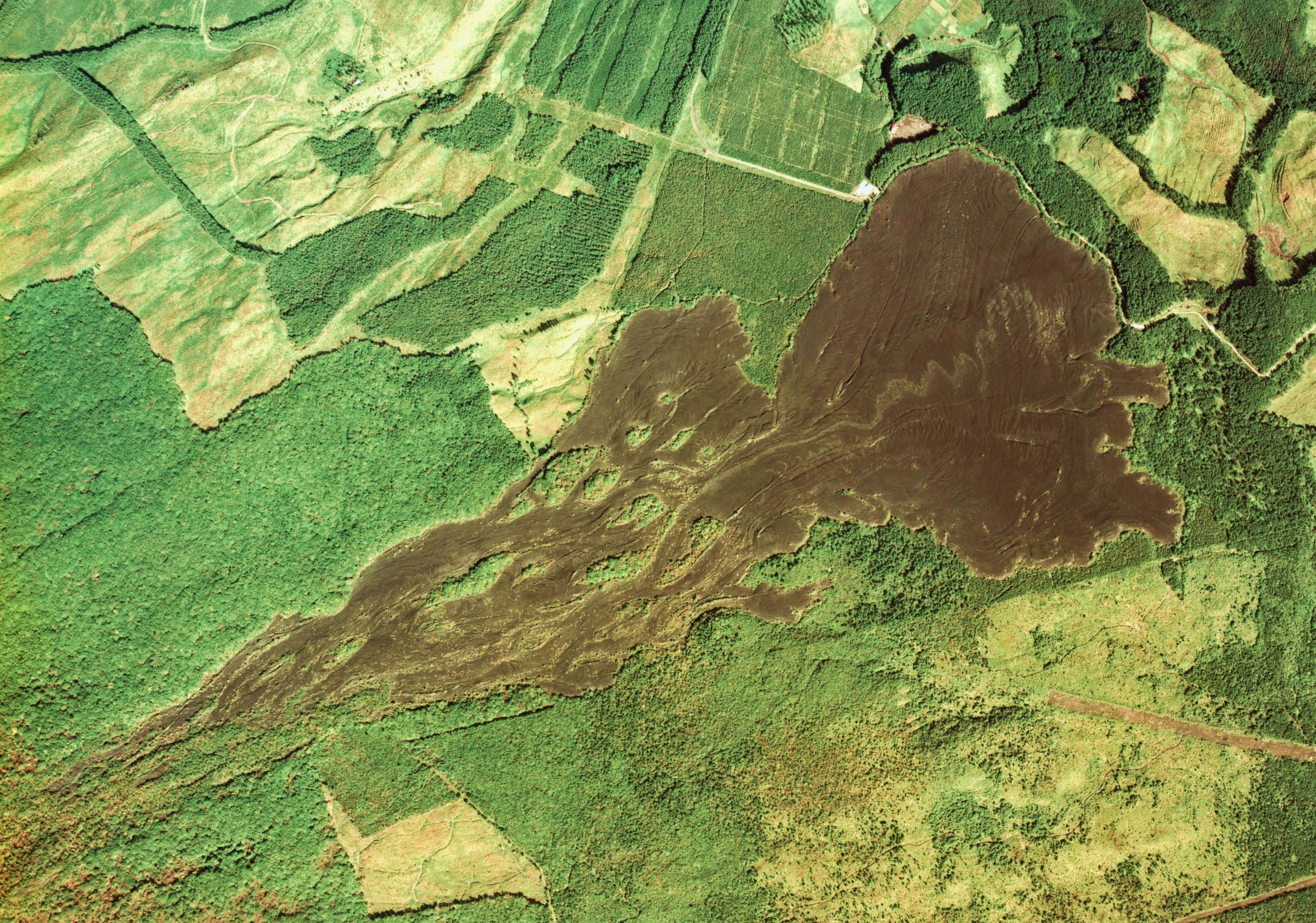
焼走り熔岩流
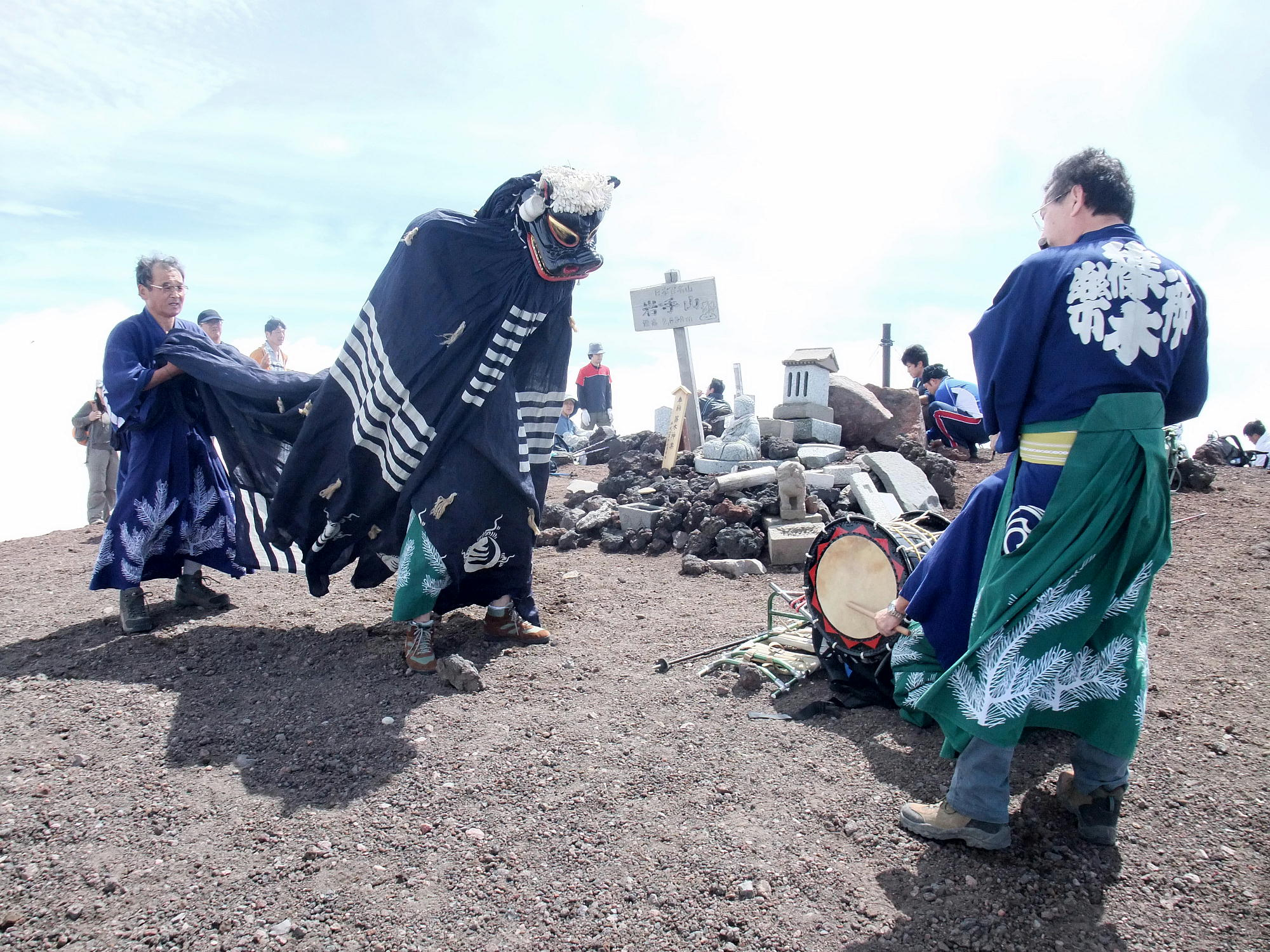
山頂での神楽
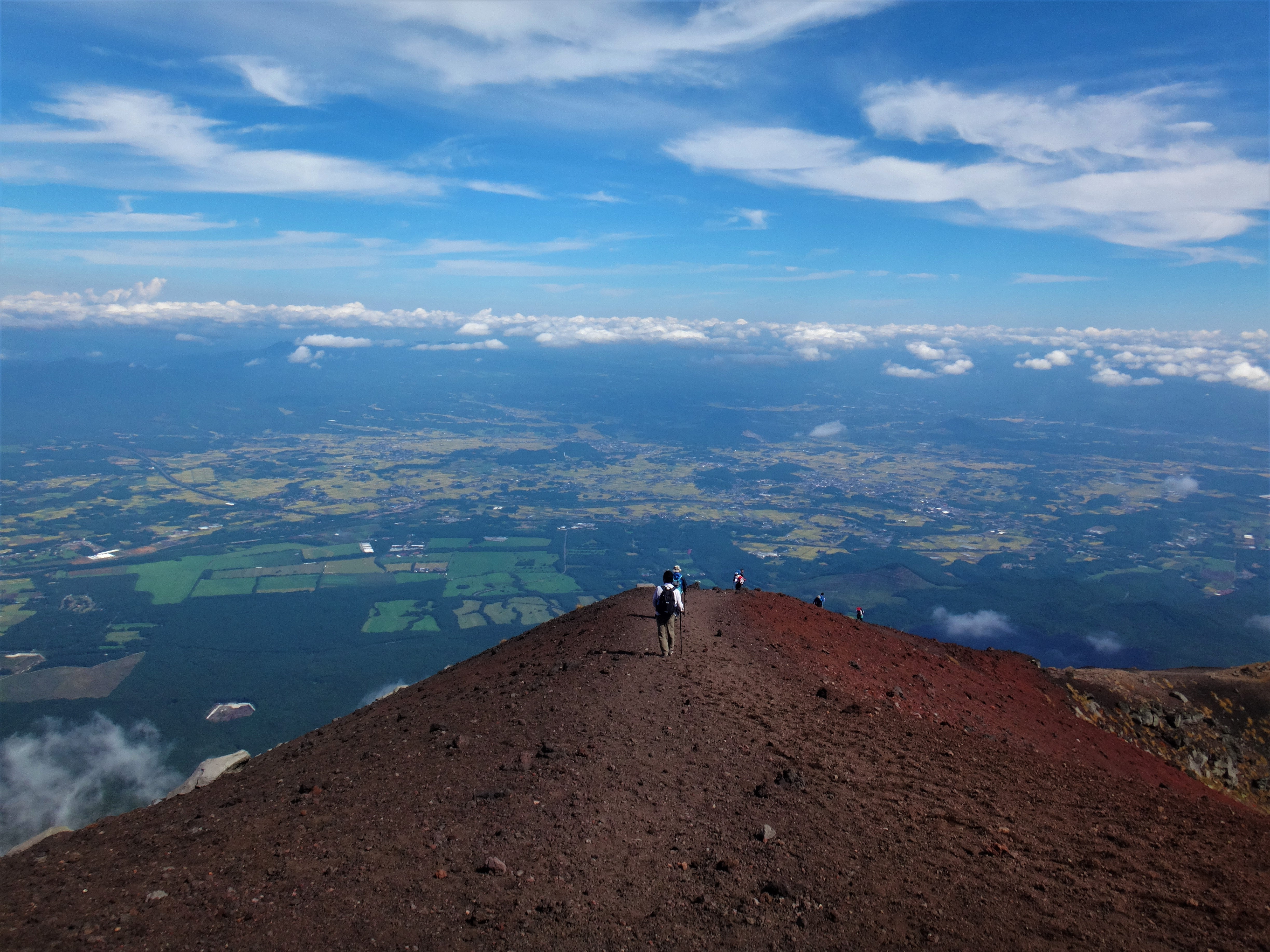
岩手山お鉢巡り
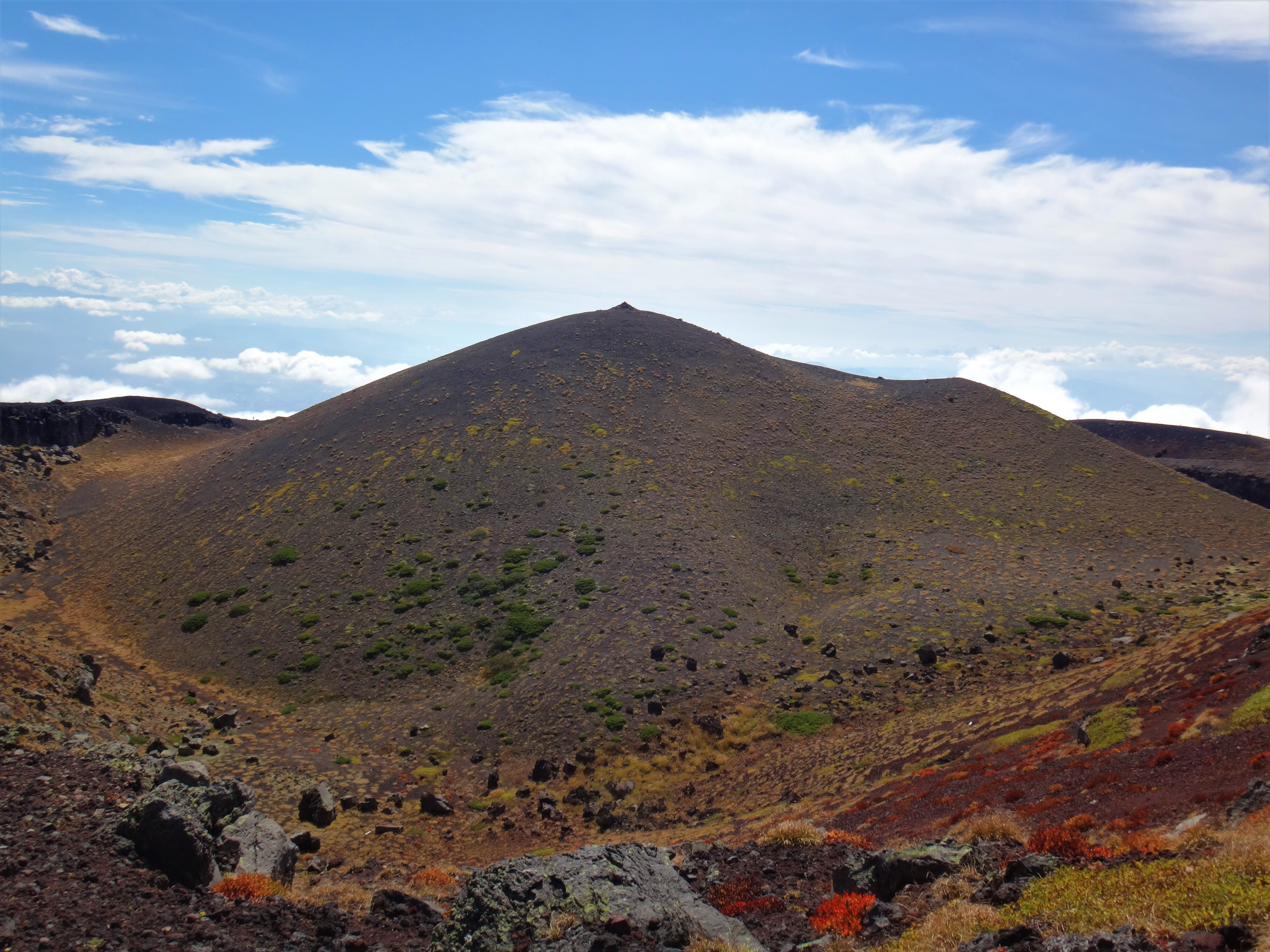
薬師岳から火口内の妙高岳
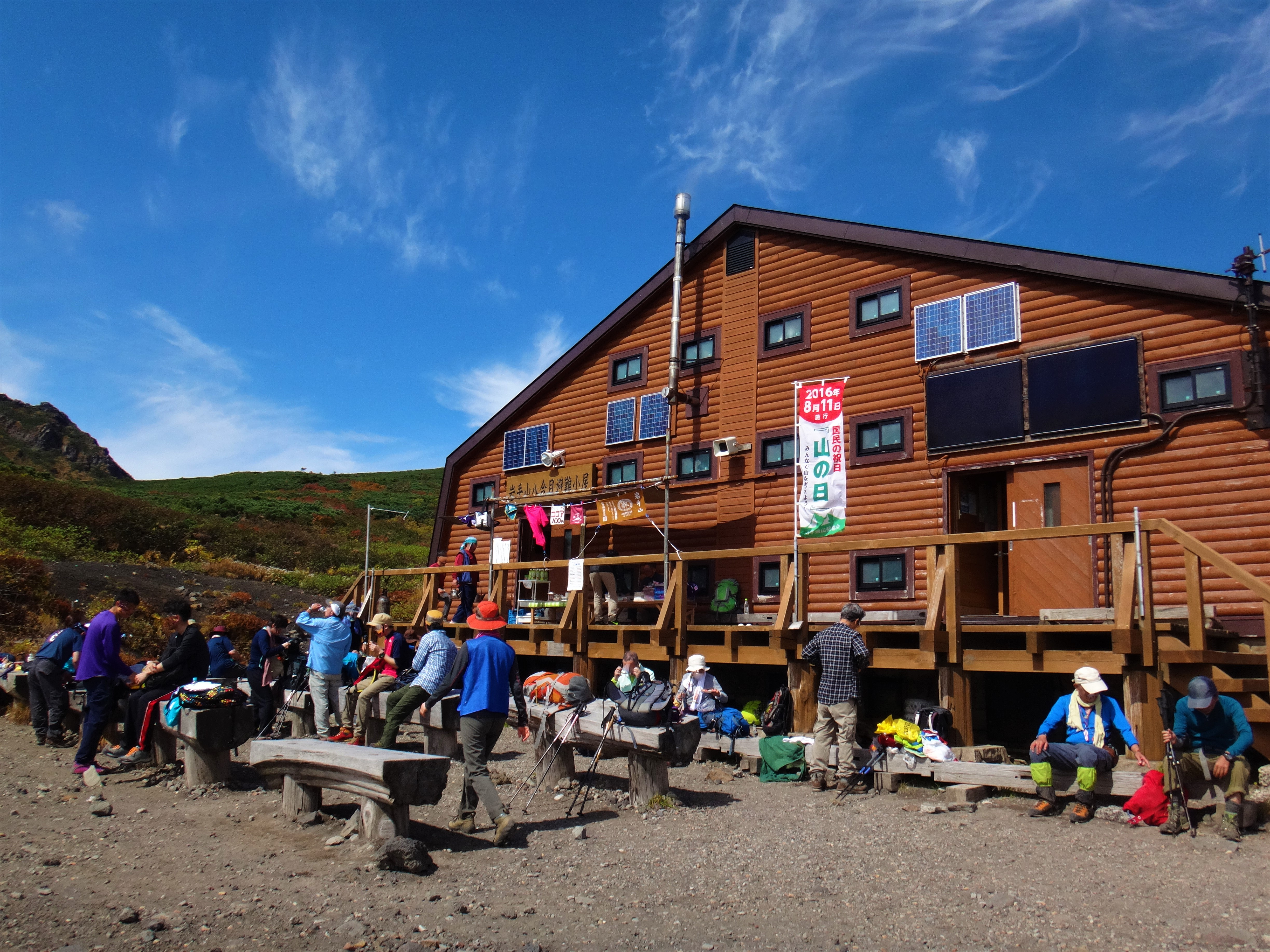
八合目避難小屋
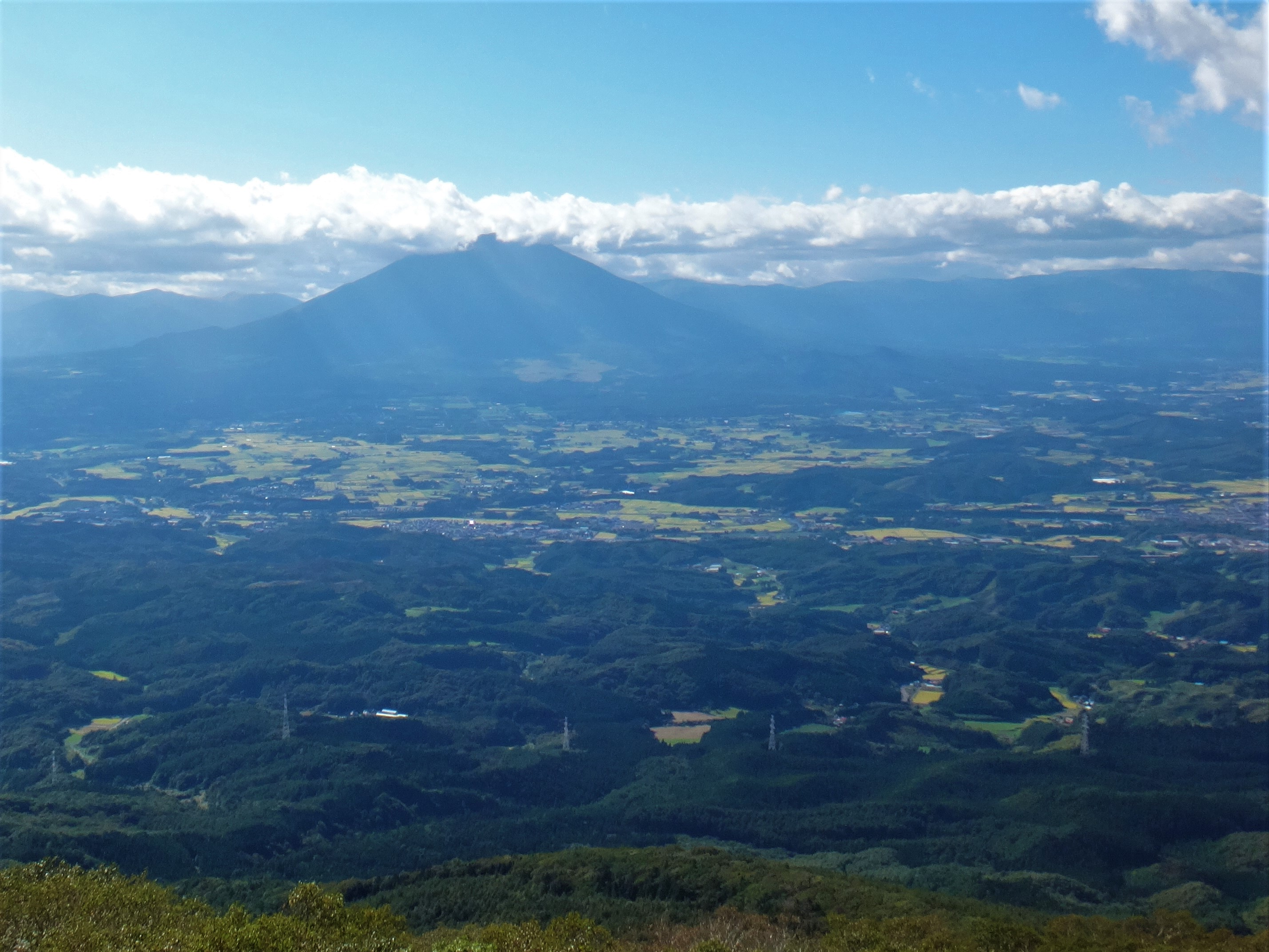
姫神山からの岩手山